# Tetragnatha trichodes
Tetragnatha trichodes este o specie de păianjeni din genul Tetragnatha, familia Tetragnathidae, descrisă de Thorell, 1878. Conține o singură subspecie: T. t. mendax.